# إنديانابوليس 500 سنة 1987
سباق إنديانا بوليس -500 ميل 1987 أقيم في حلبة إنديانابوليس موتور سبيدواي في 24 مايو 1987 وفاز في السباق أل أنسر ‏ من فريق فريق بنسك بمتوسط سرعة 162.175.
وكان أول المنطلقين ماريو أندريتي بسرعة 215.390.